# 六絲萊絲鯰
六絲萊絲鯰，為輻鰭魚綱鯰形目北非鯰科的其中一種，分布於亞洲馬來西亞及印尼的淡水流域，體長可達16.5公分，棲息在大型河川的底層水域，屬肉食性，以魚類為食，生活習性不明。